# Ethidiumbromide
Ethidiumbromide is een organische verbinding met als brutoformule C21H20BrN3. De stof komt voor als een rode vaste stof, die goed oplosbaar is in water. Het is een fenantridine-kleurstof, die gebruikt wordt om nucleïnezuren, DNA, RNA aan te tonen. Ethidiumbromide is het ethylderivaat van het homologe dimidiumbromide.

## Eigenschappen en toepassingen
Ethidiumbromide wordt vaak gebruikt bij de gel-elektroforese, in combinatie met een UV-lamp, omdat het dan zichtbaar wordt. De verbinding intercaleert met het DNA of RNA: door diens vlakke structuur is het mogelijk om tussen de nucleobasen te schuiven en op deze manier het DNA of RNA te markeren. Onder UV-licht kan dit zichtbaar gemaakt worden, omdat ethidiumbromide twee sterke absorpties vertoont in het UV-gebied, namelijk bij een golflengte van 210 en 285 nm, met een extinctiecoëfficiënt van respectievelijk 40.000 en 50.000 M−1cm−1. Door de intercalatie neemt de intensiteit van de fluorescentie-emissie met een factor 50 tot 100 toe. Op deze wijze lichten bij gel-elektroforese met agarosegel de moleculaire gedeelten met nucleïnezuren onder UV-licht oranje-rood op, terwijl de gedeelten zonder nucleïnezuren niet oplichten. De gebruikte concentratie ethidiumbromide in agarosegel varieert tussen 0,1 en 0,5 µg/mL.
Ethidiumbromide inhibiteert reeds bij lage concentraties (0,1 tot 2 µg/mL) de replicatie van mitochondriaal DNA in eukaryoten.

## Toxicologie en veiligheid
Ethidiumbromide is een zeer toxische en mutagene verbinding. De stof kan worden opgenomen door inademing van stofdeeltjes, na inslikken of door absorptie door de huid. Ethidiumbromide werkt irriterend op ogen, mond en bovenste luchtwegen en kan schade toebrengen aan het erfelijke materiaal.
Als alternatief kan SYBR Green I als kleurstof gebruikt worden.